# Иванов, Анатолий Георгиевич (государственный деятель)
Анатолий Георгиевич Иванов (род. 19 сентября 1950 года, Бурятия, СССР) — российский государственный деятель, депутат пяти созывов в Государственный совет-Хасэ Республики Адыгея и его председатель.

## Награды
- Почётным знаком Государственного Совета-Хасэ Республики Адыгея «Закон. Долг. Честь»,
- Почётной грамотой Государственного Совета — Хасэ Республики Адыгея.